# Откровение Иоанна Богослова, 7

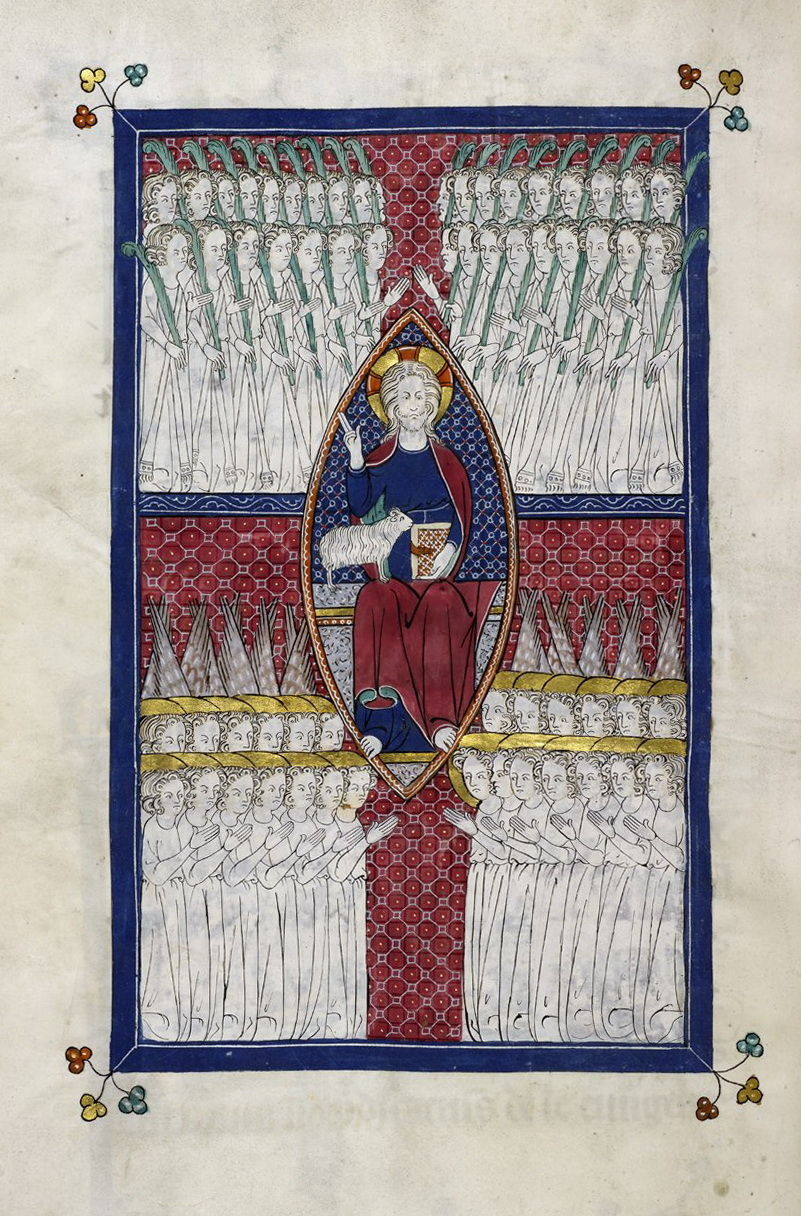
«Поклонение Агнцу 144 тысяч запечатленных», миниатюра из Welles Apocalypse, XIV век

Откровение Иоанна Богослова, Глава 7 — седьмая глава Книги Апокалипсиса (7:1—17), в которой на спасенных из 12 колен Израилевых (из каждого по 12 тыс., всего 144 тыс.) накладывают печать. События в этой главе являются промежутком между снятием 6-й и 7-й печатей.

## Структура
- Промежуток между шестой и седьмой печатями (1-3)
- Запечатление 144 тыс. избранных из 12-ти колен Израилевых (4-8)
- Великое множество из всех народов, поклонение Агнцу (9-17)

## Содержание
Ангелы удерживают ветра. Ангелы кладут печати на чела верующих. Перечисляется их число из 12 колен Израелевых — всего 144 тысячи. Затем они поклоняются Агнцу с пальмовыми ветвями в руках.

### Упомянуты
- Двенадцать колен Израилевых
- 144 000 спасённых

## Толкование
Количество ангелов, удерживающих ветра, равно четырем — по числу сторон света. Знак, который ставят на лбы верующим, судя по Книге пророка Иезекииля (Иез 9,4-6), откуда заимствован этот образ — буква «тав». Этот знак ставится накануне наступления бедствий. В перечислении колен не упомянуто колено Даново, возможно, к этому времени оно исчезло.
Избранных отмечают печатью, чтобы оберечь их во время грядущих потрясений. В Ранней Церкви это ассоциировалось с обрядом крещения.

## Иконография
Эта глава обычно иллюстрируется в средневековых манускриптах изображением 4 ангелов, которые держат дующие головы — эмблемы ветров. В этом же жанре, а также в гравюрах встречается и следующая сцена, с нанесением на лбы коленопреклоненных верующих «печати» с помощью кисточки. Третий иконографический сюжет, относящийся к этой главе — очередное «Поклонение Агнцу», которое можно отличить от других «Поклонений» из «Апокалипсиса» по пальмовым ветвям в руках верующих, изображенных согласно букве текста. Однако менее подробные циклы иллюстраций этой главой обычно пренебрегали (хотя надо упомянуть почти полностью утраченные фрески Чимабуэ на тему снятия печатей и ангелов с ветрами в верхней церкви Ассизи).

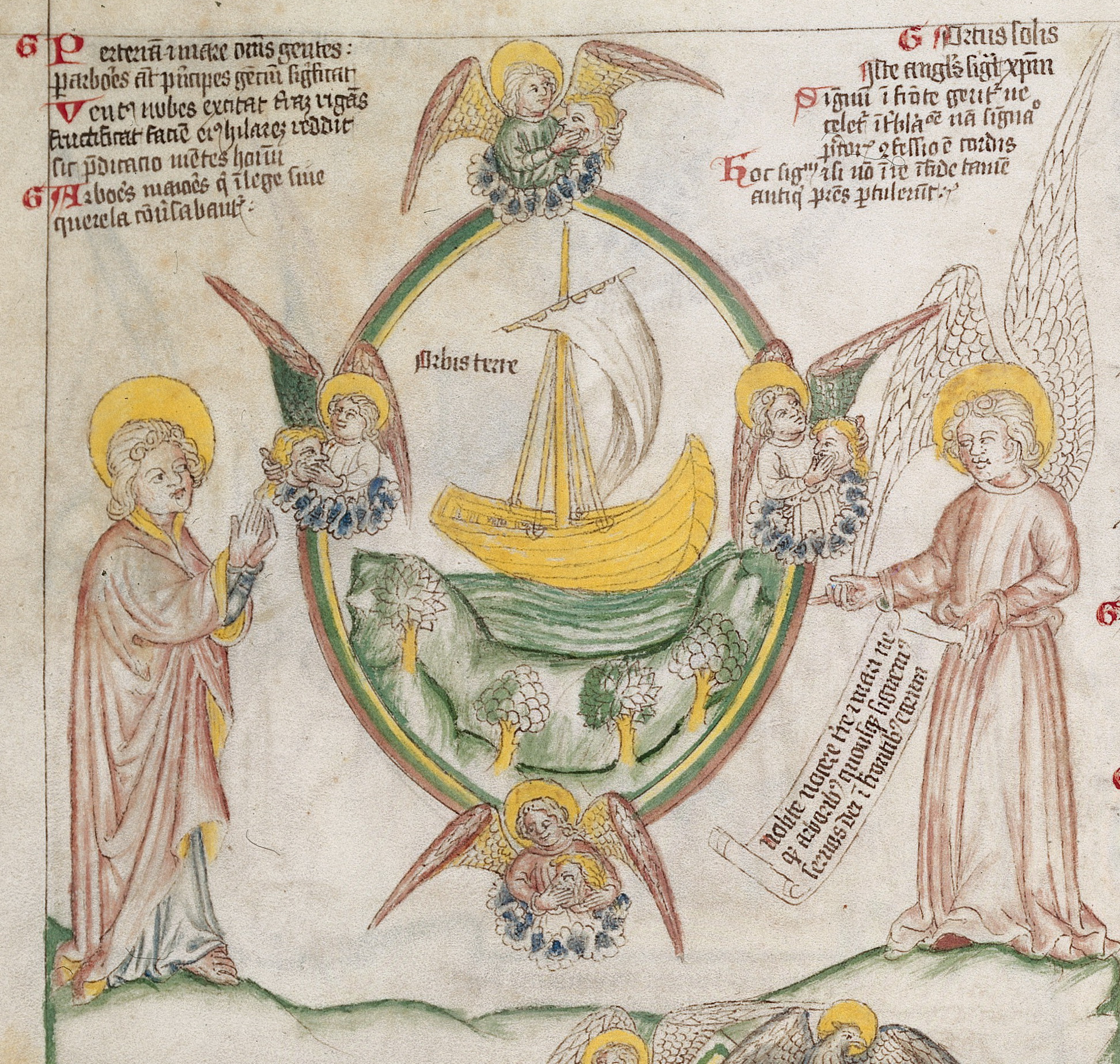
Ангелы держат ветра, миниатюра из «Апокалипсиса», ок. 1420
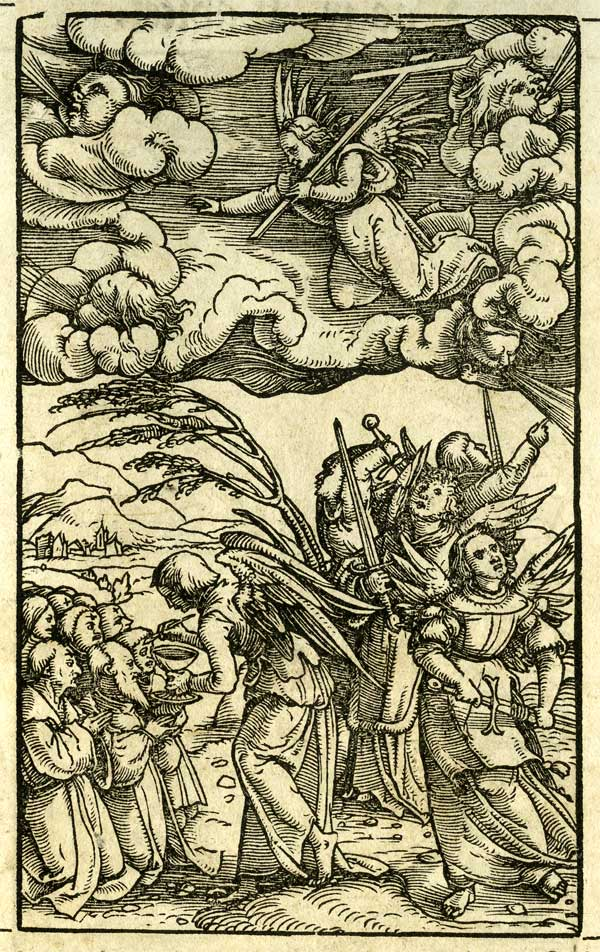
«Запечатление 144 тысяч», гравюра из «Библии Цвингли», 1531
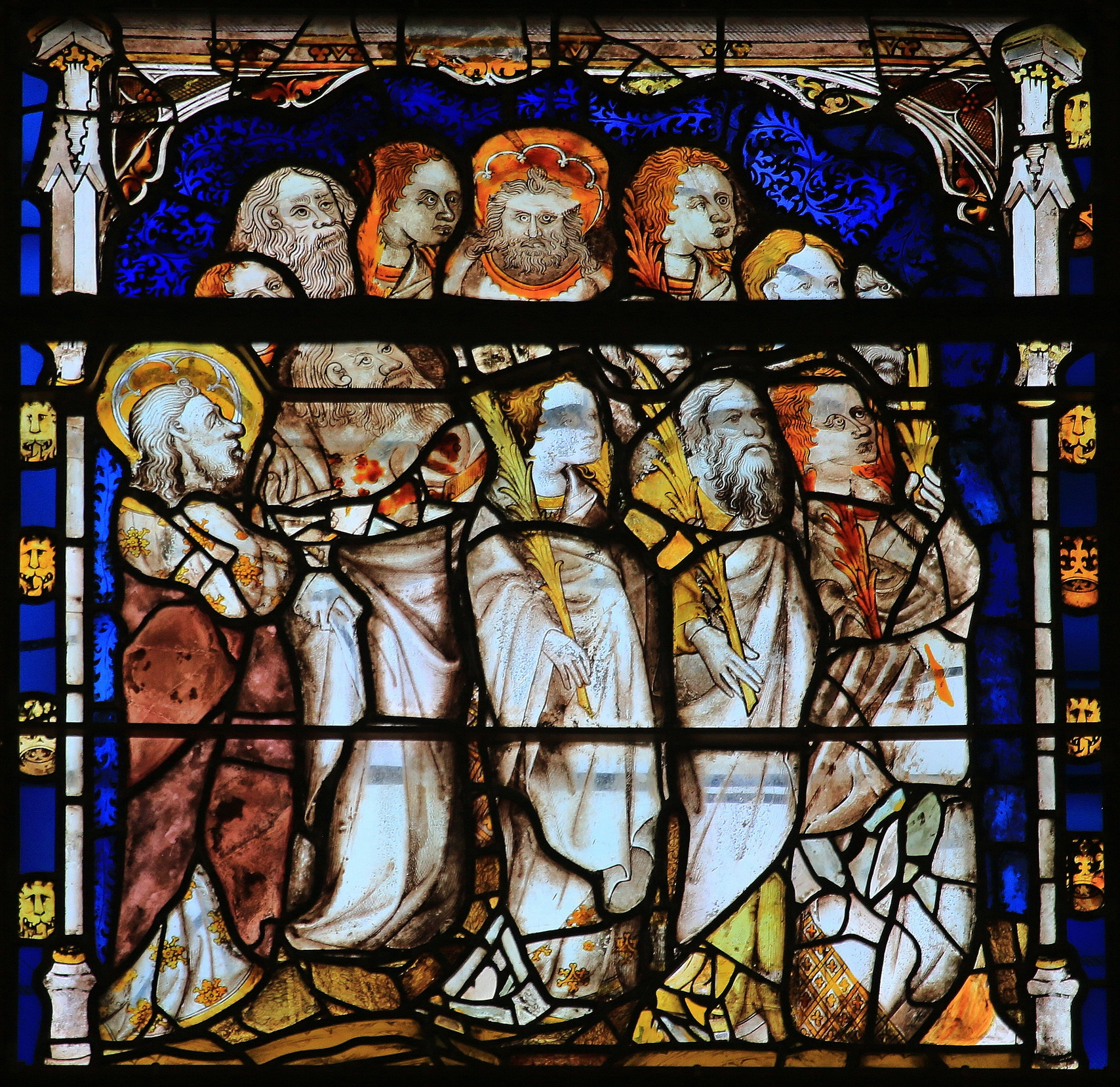
«Поклонение Агнцу», витраж Йоркского собора, 1405-8 гг.